# Пугачёв, Владимир Николаевич
Влади́мир Никола́евич Пугачёв (род. 5 января 1969, город Бор, Горьковская область, РСФСР, СССР) — российский художник, пейзажист.

## Образование
- Горьковский авиационный техникум (1984—1988)[1]
- Московский государственный академический художественный институт имени В. И. Сурикова (1996—2002)[1][2]

## Биография
После окончания 8 классов учился в Горьковской авиационном техникуме, одновременно занимаясь в изостудиях города Горького. С 1991 года жил в Москве и обучался в изостудии ДК МАИ у И. В. Ольховой. В 1996 году поступил в МГАХИ, где учился у М. М. Курилко-Рюмина, Р. И. Лебедевой, Н. Н. Меркушева., О. И. Ардемасова.
Живёт в Обнинске. По некоторым оценкам, один из трёх самых «продаваемых» (вместе с Сергеем Галицыным и Сергеем Вишняковым) художников Обнинска.

## Участие в творческих организациях
- Член Союза художников России (2003)[2]
- Член ТЖ МСХ «Московские Живописцы»

## Выставки

### Персональные выставки
- 2020 — Персональная выставка «Радостное небо» в Совете федерации РФ[4].
- 2014 — Персональная выставка. Нижегородский государственный художественный музей, г. Нижний Новгород.
- 2014 — Персональная выставка «Град Петров», г. Обнинск.
- 2013 — Персональная выставка. Тульская область, «Государственный музей-заповедник В. Д. Поленова».
- 2013 — Персональная выставка «Солнечная галерея» в городе Малоярославец.
- 2013 — Персональная выставка. Нижегородская обл., г. Бор.
- 2012 — Персональная выставка. Академия управления МВД России «Моя любимая Родина», г. Москва
- 2012 — Персональная выставка в Представительстве правительства Калужской области при правительстве РФ, г. Москва
- 2012 — Персональная выставка «Волшебная страна Любовь» , Бизнес Центре Легион1, г. Москва.
- 2012 — Персональная выставка, Российский университет дружбы народов, г. Москва
- 2012 — Персональная выставка. «Любимой Родины мотивы», г. Таруса
- 2011 — Персональная выставка в г. Обнинск.
- 2011 — Персональная выставка «Весна на нашей улице» в галерее г. Химки
- 2011 — Выставка в ЦДХ «Мерцающий свет». г. Москва
- 2011 — Персональная выставка,, Российский университет дружбы народов, г. Москва
- 2010 — Москва, Государственный театр Владимира Назарова (совместная выставка с Алексеем Никитенковым).
- 2007 — Серпухов.
- 2006 — Калуга, галерея «Образ».
- 2006 — Обнинск, Музей истории города Обнинска (совместная выставка с Сергеем Галицыным)[5].
- 2005 — Вязьма.
- 2005 — Малоярославец.
- 2004 — Наро-Фоминск.
- 2003 — Боровск.
- 2001 — Обнинск, Музей истории города Обнинска.
- 2000 — Малоярославец.

### Групповые выставки
- 2012 — Академия управления МВД России «Моя любимая Родина», г. Москва
- 2010 — «Люблю тебя, мой город», Обнинск, Музей истории города Обнинска[3][6].
- 2008 — «Традиции современности», Москва, Центральный дом художника.
- 2007 — Москва, Венгерский культурный центр.
- 2007 — Москва, Международный информационный центр ООН.
- 2006 — Выставка живописи ТО малоярославецких художников «Вернисаж», Малоярославец.
- 2006 — Выставка обнинских художников (к 50-летию города), Обнинск, Музей истории города Обнинска.
- 2005 — II Всероссийская художественная выставка «Возрождение», Белгород.
- 2005 — Калужская областная итоговая выставка, Калуга.
- 2004 — «Земля калужская», Москва, Центральный дом художника.
- 2004 — Боровск.
- 2004 — IX Региональная художественная выставка, Липецк.
- 2004 — 20th International Festival Exhibition, Лондон, 9 августа — 4 сентября.
- 2003 — «АртМанеж» (весна), Москва, ЦВЗ «Манеж».
- 2003 — «Москва — Питер», Москва, Центральный дом художника.
- 2002 — Москва, Дом журналистов.
- 2002 — VII Международная научно-техническая выставка «Технологии России», Китай, Шэньян.
- 2002 — «АртСалон», Москва, Центральный дом художника.
- 2001 — Европейская выставка у подножия горы Фиджи, Япония.
- 2001 — Благотворительная выставка для детей, больных лейкемией, Москва, Московский музей современного искусства.
- 2001 — Выставка, посвященная сотрудничеству Германия — Россия, Москва, «Дом дружбы».
- 2001 — Российская молодёжная выставка, Москва, Центральный дом художника.
- 2001 — ART, Испания, Барселона.
- 2001 — «Миллениум», Москва, Центральный дом художника.

## Местонахождение работ
Музей истории города Обнинска, Картинная галерея имени Е. А. Чернявской, Малоярославецкий художественно-выставочный центр имени Солдатенкова, Калужская областная картинная галерея «Образ», Боровский городской центр искусств, Тарусская картинная галерея, фонды Калужской организации союза художников России, международный фонд «Культурное достояние», частные коллекции в России и за рубежом (Япония, Испания, Германия, Англия, Франция, США).